# Бардини (Тревизо)
Бардини је насеље у Италији у округу Тревизо, региону Венето.
Према процени из 2011. у насељу је живело 5 становника. Насеље се налази на надморској висини од 61 м.